# Жозе Карлуш
Жозе́ Ка́рлуш да Си́лва Жозе́ (порт. José Carlos da Silva José; 22 сентября 1941, Вила-Франка-де-Шира — 26 апреля 2025) — португальский футболист, защитник, игрок национальной сборной Португалии с 1961 по 1971 год. Бронзовый призёр чемпионата мира 1966.

## Карьера
Жозе Карлуш начал карьеру в клубе «Фабрил» под руководством Фернанду Ваша. В тот же период игрок дебютировал в составе сборной Португалии в матче с Люксембургом 19 марта 1961 года. Он сыграл в «Фабриле» 51 матч и забил 1 гол. В 1962 году Карлуш перешёл в «Спортинг». Там он составил центр обороны команды вместе с Алешандре Баптиштой. После ухода из клуба Фернанду Мендеша Жозе Карлуш стал капитаном команды и оставался им до ухода из «Спортинга». Защитник выступал за клуб на протяжении 12 сезонов. Он трижды выиграл со «Спортингом» чемпионат Португалии, четыре раза отпраздновал победу в Кубке Португалии, а в 1964 году выиграл Кубок обладателей кубков. В 1966 году Карлуш поехал на чемпионат мира. Там он провёл последние два матча сборной, включая встречу с командой СССР, принёсшую португальцам бронзовые медали. Всего за национальную команду игрок сыграл 36 встреч. В последние два сезона в клубе игрок всё чаще оставался на скамье запасных и принял решение перейти в «Брагу», где и завершил карьеру.
Скончался 26 апреля 2025 года.

## Достижения

### Футбольные
- Чемпион Португалии: 1965/1966, 1969/1970, 1973/1974
- Обладатель Кубка Португалии: 1962/1963, 1970/1971, 1972/1973, 1973/1974
- Обладатель Кубка Кубков: 1963/1964

### Нефутбольные
- Обладатель Серебряной медали ордена Инфанта дона Энрике: 1966[5]